# オキソリン酸
オキソリン酸またはオキソリニック酸（英: oxolinic acid）とはキノロンの1種。キノロン系抗生物質の1つとして獣医学領域で利用され、農薬（細菌病用殺菌剤）としても用いられる。抗生物質としては12-20mg/kg、5-10日の経口投与を行う。DNAジャイレースを阻害することにより抗生物質として作用する。